# Rébellion de Slachter's Nek
La rébellion de Slachter's Nek est un soulèvement de Boers survenu en 1815 à la frontière orientale de la colonie du Cap.

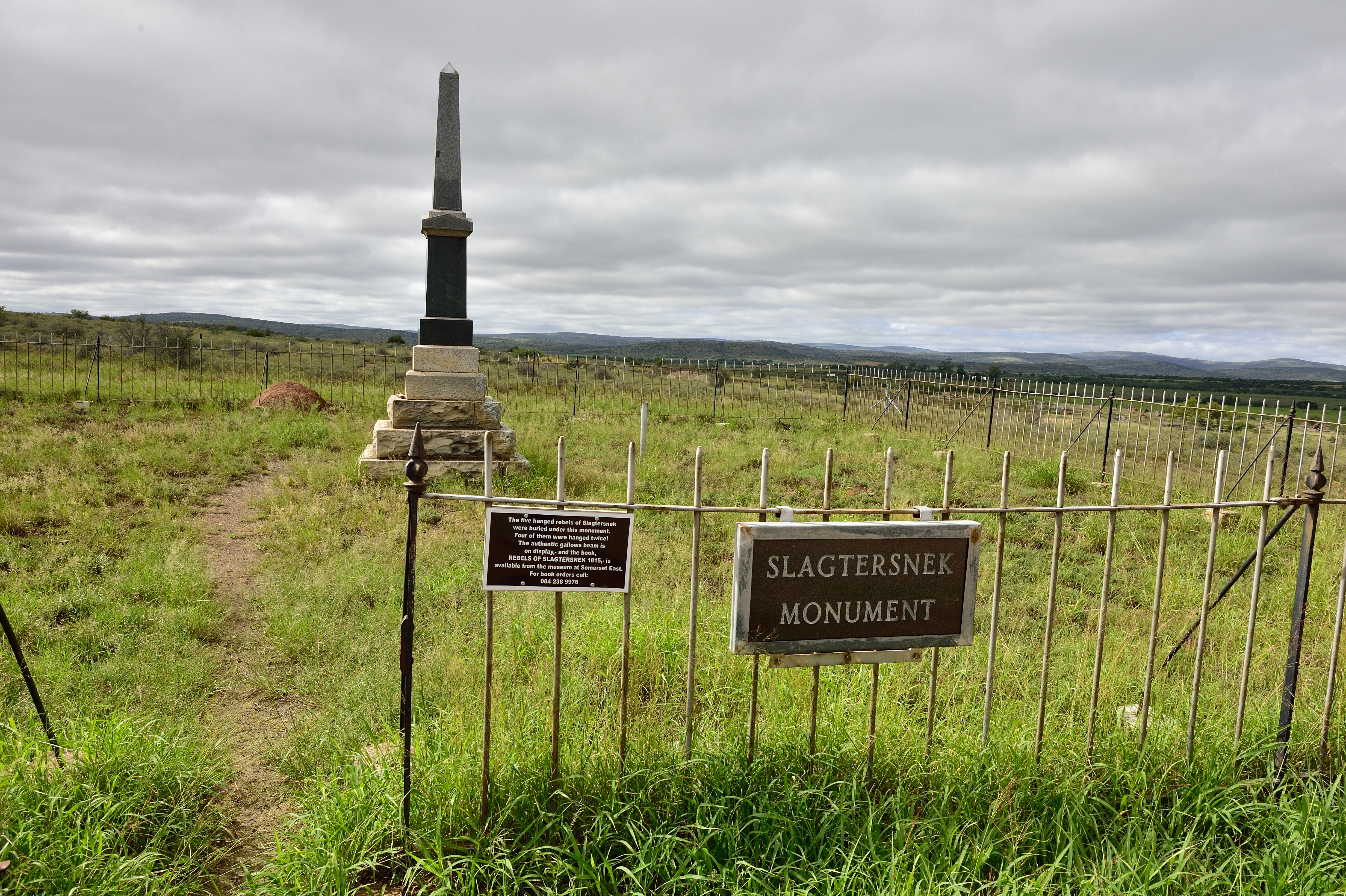
Mémorial de Slachter's Nek

## Prémices

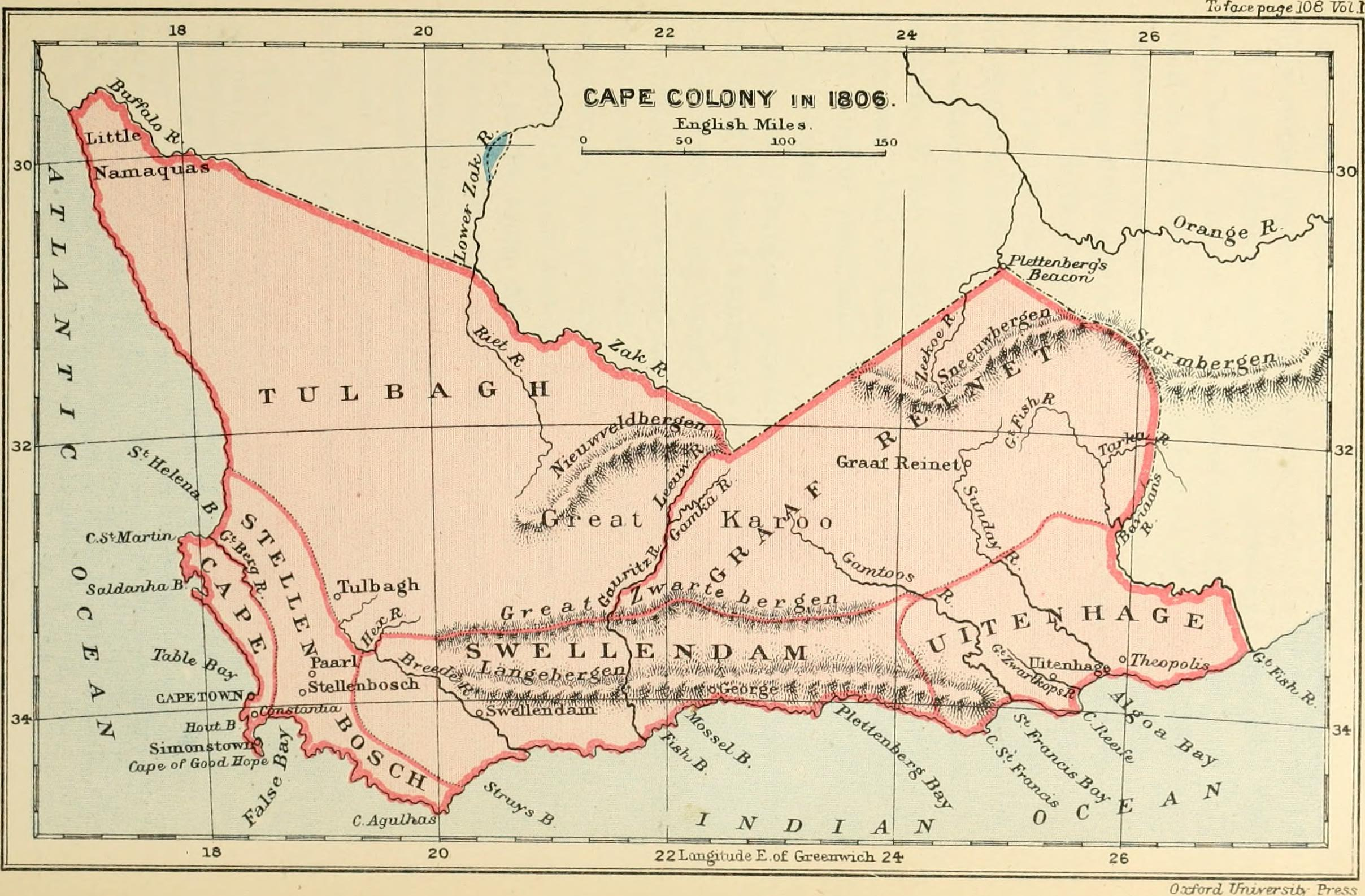
Colonie du Cap en 1806.

En 1815, un fermier de la frontière orientale de la colonie du Cap, Frederik Bezuidenhout, est convoqué devant un tribunal après des allégations répétées de mauvais traitements envers l'un de ses ouvriers khois. Bezuidenhout résiste à l’arrestation et s’enfuit dans une grotte près de chez lui où il se défend contre les soldats de couleur envoyés pour le capturer. Quand il refuse de se rendre, il est abattu par un des soldats,.

## La rébellion
Un nommé Hendrik Prinsloo, avec un de ses voisins, Hans Bezuidenhout, organise un soulèvement contre l’autorité coloniale britannique, qui est accusée par les Boers (agriculteurs afrikaners) d’être hostile envers eux et de favoriser les Noirs et les Coloureds. Les Boers se sont également fait voler plus de 3600 bovins et estiment que les Britanniques n’en font pas assez pour les protéger des attaques des Xhosas. Le 18 novembre, un commando de rebelles affronte une force armée envoyée par le colonel Jacob Cuyler, commandant militaire et Landdrost (magistrat) à Slachter’s Nek.
Les négociations échouent, mais la majorité des rebelles repartent sans tirer. Vingt rebelles se rendent, imités par plusieurs autres au cours des jours suivants. Cependant, certains leaders, dont Hans Bezuidenhout, refusent de se livrer aux autorités. Le 29 novembre, ils sont attaqués par les troupes coloniales. Tout le monde, sauf Bezuidenhout et sa famille, se rend, et comme son frère Frederik, Hans meurt en résistant à l’arrestation.
Les rebelles sont jugés à Uitenhage. Certains sont acquittés, mais six sont condamnés à mort. L’un d’eux est gracié par le gouverneur. Le 9 mars 1816, les cinq autres sont pendus en public à Van Aardtspos. Quatre cordes se rompent au cours de la pendaison et les condamnés sont toujours vivants. De nombreux spectateurs plaident alors pour leur vie, mais le bourreau ordonne qu’ils soient pendus une seconde fois.
La rébellion et l'exécution de ces rebelles ont une signification particulière pour les historiens sud-africains contemporains, il s'agit pour certains du début de la lutte afrikaner contre la domination coloniale britannique.